# AIK Bandy

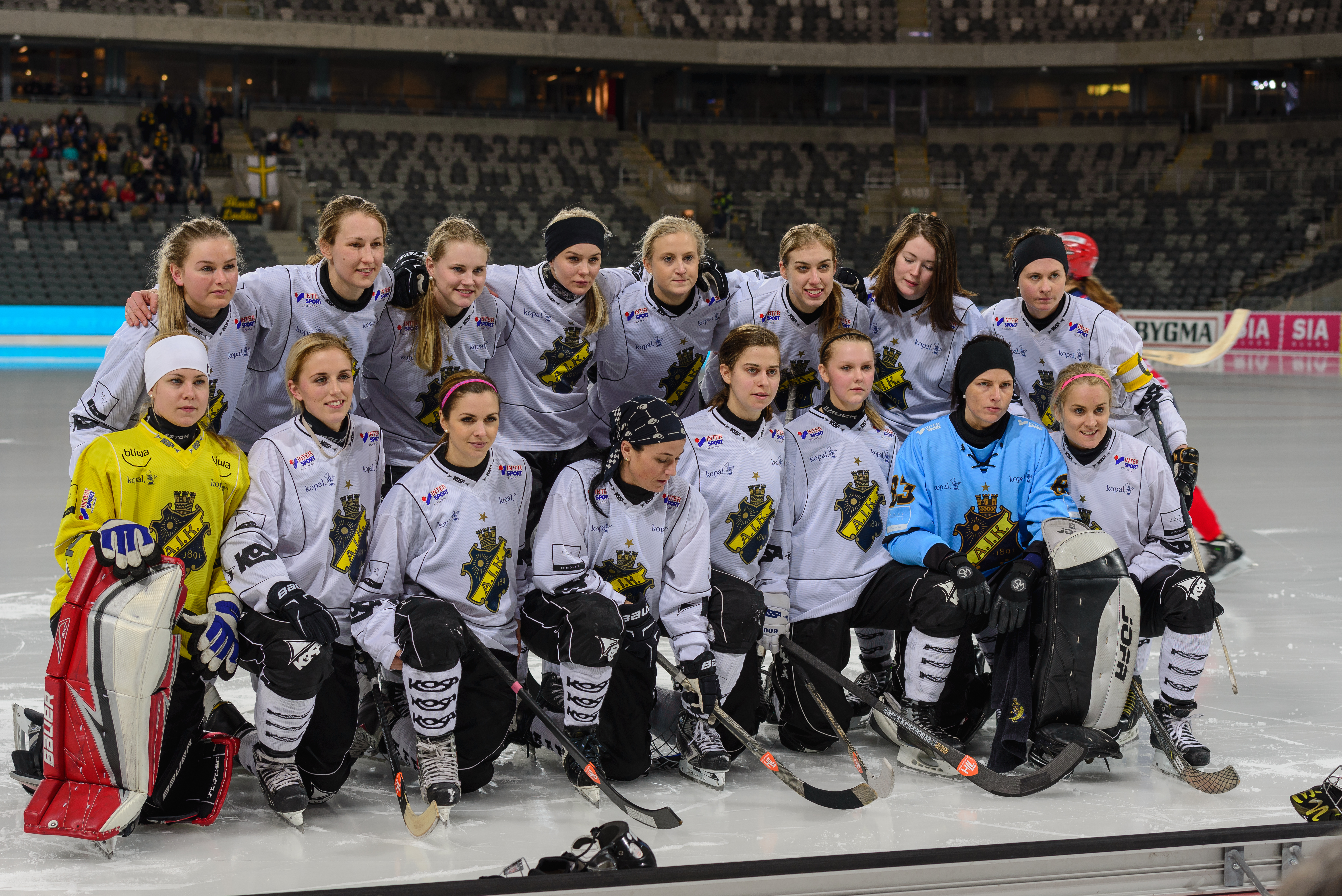
L'équipe féminine de l'AIK Bandy en 2015.

AIK Bandy est un club de bandy basé à Solna en Suède et formé 1905.

## Palmarès
- Championnat de Suède de bandy masculin (3)
  - Champion : 1909, 1914, 1931[1]